# 205. vojaškoobveščevalna brigada (ZDA)
205. vojaškoobveščevalna brigada (izvirno angleško 205th Military Intelligence Brigade) je bila vojaškoobveščevalna brigada Kopenske vojske Združenih držav Amerike.